# Gynoplistia (Gynoplistia) heroni
Gynoplistia (Gynoplistia) heroni is een tweevleugelige uit de familie steltmuggen (Limoniidae). De soort komt voor in het Australaziatisch gebied.